# Louis Debij
Louis Debij (Den Haag, 1 september 1937 –aldaar 4 februari 2018) was een Nederlands slagwerker.

## Biografie
Louis Debij begon op zijn 16e jaar en speelde reeds in de jaren vijftig in top orkesten in zowel het jazz- als populaire circuit, bij The Riats en Casey and the Pressure Group met Cees Schrama. Hij drumde in de jaren zestig en zeventig op bijna alle in Nederland geproduceerde hits (onder andere 'Kunt u mij de weg naar Hamelen vertellen?') en maakte enkele tournees met Esther & Abi Ofarim in Duitsland en Engeland. Debij was onder andere begeleider van Boudewijn de Groot, Martine Bijl en Greenfield & Cook. In de jaren zeventig was hij de drummer van Fungus en van 1980 tot 1983 maakte hij deel uit van The Amazing Stroopwafels.
In de jaren tachtig keerde hij terug naar de jazzclubs (New Orleans Syncopaters) om vervolgens weer in La Bande Dessinée van Fay Lovsky in de theaterzalen te verschijnen. 
Na de succesvolle tournee met het theaterprogramma de Drummer en de zanger in 2001 stelden Fred Piek en Louis Debij een nieuw muziekprogramma samen; deze keer in samenwerking met banjoist Johan Lammers.
Bij de in 1992 opgerichte The Beau Hunks was Louis Debij slagwerker. The Beau Hunks - de naam komt van een Laurel en Hardy film - zijn vooral bekend van hun vertolkingen van filmmuziek uit de jaren 30, van onder anderen Leroy Shield, Raymond Scott, Edward McDowell en Ferde Grofé.
In 1997 nam pianist, zanger Little Willie Littlefield de cd The Red One op. Naast Debij deden mee: Rob Langereis (bas), Job Zomer en Huub Jacobs (tenor sax). Het project werd slechts eenmalig uitgevoerd tijdens de tiende editie van An Evening With The Blues in schouwburg Agnietenhof te Tiel op zaterdag 21 maart 1998.
Debij was in 2003/2004 ook drummer in de eerste incarnatie van de band van Spinvis, met onder meer Han Reiziger.
Op 27 april 2007 werd Debij benoemd tot ridder in de Orde van Oranje-Nassau, wegens 'bijzondere verdiensten jegens de samenleving'.
Debij overleed in 2018 op 80-jarige leeftijd.